# Tambach-Dietharz
Tambach-Dietharz/Thüringer Wald (ufficialmente: Tambach-Dietharz/Thür. Wald) è una città tedesca di 4 320 abitanti, appartenente al Land della Turingia. 
Appartiene al circondario (Landkreis) di Gotha (targa GTH).